# Kalaa de Tlemcen
Kalaa de Tlemcen a été construite par les Banou Ifren dans les alentours de Tlemcen vers le Moyen Âge, .